# 호다레마쓰리

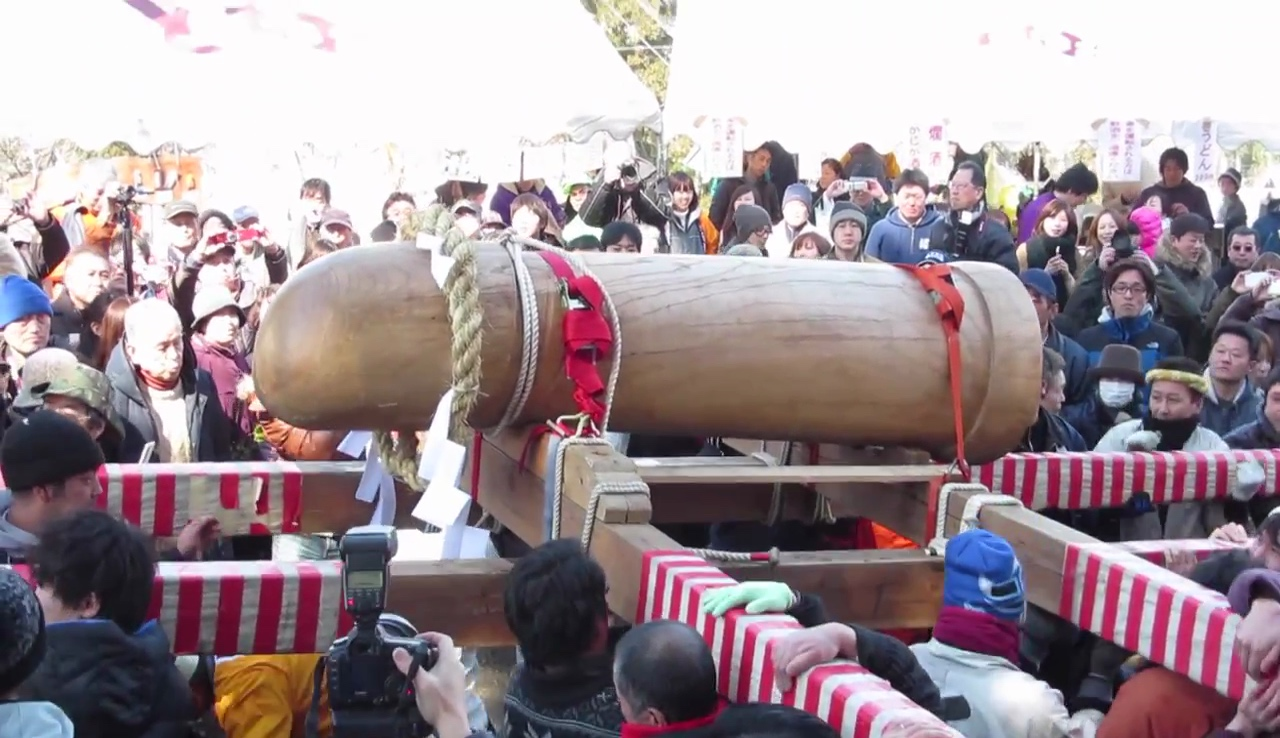

호다레마쓰리(ほだれ祭 호다레마쓰리[*])는 일본 니가타현 나가오카시에서 열리는 축제이다. 2.2m, 600kg에 달하는 거대 남근 조각 위에 결혼한 지 1년 미만의 새색시들을 여러명 태우고 행진을 한다.